# Lista personajelor din seria Fundația

Lista de mai jos cuprinde personajele fictive din Seria Fundației de Isaac Asimov.

## Personaje
- Yugo Amaryl
- Blissenobiarella (Bliss)
- Cleon I
- Arkady Darell
- Gaal Dornick
- Salvor Hardin
- Hober Mallow
- Ebling Mis
- Catârul
- R. Daneel Olivaw
- Preem Palver
- Janov Pelorat
- R. Giskard Reventlov
- Bel Riose
- Hari Seldon
- Raych Seldon
- Wanda Seldon
- Dors Venabili

## Bor Alurin
Bor Alurin (Fundația) este singurul membru al celei de-a Doua Fundații prezent printre membrii inițiali ai primei Fundații. El l-a învățat pe Salvor Hardin bazele psihoistoriei, dar s-a limitat doar la atât, de teamă că un psihoistoric bine pregătit ar înțelege Planul Seldon. Hardin a intrat în politică și a devenit primul Primar de pe Terminus.

## Pelleas Anthor
Pelleas Anthor (A doua Fundație) a fost inițial prezentat ca cercetător în analiza electroencefalografică. Împreună cu Toran Darell II, Jole Turbor, Dr. Elvett Semic și Homir Munn, el intenționează să folosească informațiile obținute din scanările cerebrale pentru a descoperi A Doua Fundație și, în final, pentru a o distruge. Totuși, se dovedește că el este de fapt un agent al celei de-a Doua Fundații infiltrat pentru a monitoriza și, eventual, pentru a controla deciziile luate de grup. Într-o răsturnare de situație, aflăm că el este de fapt parte a unei înscenări puse la cale de Preem Palver, liderul celei de-a Doua Fundații.

## Lors Avakim
Lors Avakim (Fundația) a fost avocatul lui Gaal Dornick când Comisia pentru Siguranță Publică l-a arestat pe acesta. A folosit un câmp static generat de un dispozitiv de buzunar pentru a bloca Comisia.

## Ducem Barr
Ducem Barr (Fundația și Imperiul) este al șaselea fiu al lui Onum Barr și înrolat în flotă ca tunar sub un nume fals, pentru a evita să fie ucis. Ulterior, el se răzbună ucigându-l pe omul responsabil pentru răul suferit de familia sa. Patruzeci de ani mai târziu, el devine fără voie consilierul lui Bel Riose, care-l șantajează cu faptul că are cunoștință despre răzbunarea lui Ducem. El încheie o înțelegere cu Neguțătorul Lathan Devers și reușesc amândoi să scape de Riose după o încercare de a-l prezenta drept trădător.

## Onum Barr
Onum Barr (Fundația) este un patrician al vechiului Imperiu Galactic al Trantorului și senator pe Siwenna. El a avut șase fii, din care cinci au murit după ce au fost trădați într-o revoltă; unica lui fiică s-a sinucis. În timp ce trăia în anonimat și sărăcie în exil, Onum se întâlnește cu Hober Mallow, care credea că Siwenna mai este capitala provinciei; această poziție era acum ocupată de Orsha II. Onum îl ajută pe Mallow să obțină informații despre puterile atomice ale planetei, fiind răsplătit cu o ladă de provizii.

## Harla Branno
Harla Branno (Marginea Fundației) este Primarul de pe Terminus în timpul celei de-a opta Crize Seldon. Cunoscută drept „Branno cea de bronz”, ea este un administrator discret și calm, care ascunde mâhnirea secretă că nu va rămâne cunoscută în istorie. Din acest motiv, tentația ei de a extinde în mod prematur Federația Fundației va fi speculată de Gaia.

## Ammel Brodrig
Ammel Brodrig (Fundația și Imperiul) este un curtean influent și Secretar Privat al curții lui Cleon al II-lea. El este trimis să-l supravegheze pe generalul Bel Riose, deoarece este îngrijorat față de creșterea puterii acestuia. Totuși, el încheie în schimb un parteneriat cu Riose. Succesele lor militare creează suspiciune și invidie la Curtea Imperială, sentimente care, într-un final, duc la arestarea și execuția lor. Brodrig este descris ca un personaj extrem de corupt.

## Lady Callia
Lady Callia (A doua Fundație) este consoarta Lordului Stettin, conducătorul planetei Kalgan. Arkady Darell se folosește de ea pentru a-l convinge pe Lordul Stettin să-i permită lui Homir Munn accesul în palatul Catârului în scopuri de cercetare. Ea face acest lucru sugerându-i lui Lady Callia că Lordul Stettin ar putea deveni următorul conducător al galaxiei. Lady Callia o ajută apoi pe Arkady să fugă de Lordul Stettin, care-l ține ostatic pe Homir în timp ce-și pune la cale planul. Arkady crede inițial, pe baza informațiilor de la Lady Callia, că Lordul Stettin se arată interesat de ea ca viitoare consoartă, lucru ce corespunde într-adevăr realității. Cu toate că Arkady avea doar 14 ani la acea vreme, înrudirea cu o familie de pe Fundație l-ar fi putut ajuta pe Lordul Stettin. Aparent, Lady Callia o îndepărtează pe Arkady ca pe o potențială rivală. Totuși, în ultimele secunde ale plecării sale, Arkady realizează că Lady Callia este mai mult decât pare, că este de fapt membră a celei de-a Doua Fundații și că ea e cea care manipulează subtil puterea pe Kalgan.

## Linge Chen
Linge Chen (Fundația) este Comisarul Șef al Comisiei pentru Siguranța Publică și judecător în procesul lui Hari Seldon. El este prezentat drept „adevăratul” conducător al galaxiei, în timp ce copilul care poartă titlul de Împărat este o păpușă în mâinile sale. În nuvela Fundația, el este descris de Hari Seldon drept un politician subtil, deși denunță public predicțiile lui Seldon privitoare la decăderea Imperiului. Ca politician, Chen este conștient de importanța opiniei publice.

## Munn Li Compor
Munn Li Compor (Marginea Fundației), consilier pe Terminus, a fost inițial prietenul și confesorul lui Golan Trevize.  Familia lui Compor era originară de pe o planetă mică numită Comporellon, situată în Sectorul Sirius.
Compor îl trădează pe Trevize primarului Branno și îl urmărește în călătoria lui în căutarea celei de-a doua Fundații. De asemenea, el este Observator, agent al celei de-a doua Fundații, având puteri limitate, dar fiind capabil să raporteze ultimele noutăți. Observatorii sunt o categorie nouă de personal, înființată de a doua Fundație după șocul creat de acțiunile Catârului, a cărui apariție și importanță le-a scăpat până în ultimul moment psihoistoricilor fundaționiști.
Bine intenționat, dar slab, rolul lui Compor este secundar. Totuși, el îi dă lui Trevize un indiciu vital asupra poziției Pământului, trimițându-l pe Comporellon, pe care îl vizitează în Fundația și Imperiul.

## Lundin Crast
Lundin Crast (Fundația) este un membru al Consiliul de Administrație al Comisiei Enciclopediei.

## Toran și Bayta Darell
Toran și Bayta Darell (Fundația și Imperiul) sunt soț și soție. Toran este Neguțător, s-a născut pe Haven și s-a însurat cu Bayta de pe Terminus, o descendentă a lui Hober Mallow. Ei sunt trimiși de guvernul Lumilor Neguțătorilor Independenți pe Kalgan pentru a căuta sprijin militar față de amenințarea Catârului. Acolo, ei salvează un omuleț care își spune „Magnifico” și se întorc pe Terminus. Planeta este cucerită de Catâr, iar ei fug către Haven împreună cu Ebling Mis, iar apoi spre Trantor. Acolo, Mis încearcă să găsească A Doua Fundație, fiind condus de controlul mental al Catârului. Bayta realizează că Magnifico este de fapt Catârul și-l ucide pe Mis înainte să poată dezvălui poziția celei de-a Doua Fundații, motiv pentru care ea devine erou al Fundației. Fiul Baytei și al lui Toran este Toran Darell al II-lea, iar fiica acestuia este Arkady Darell.

## Toran Darell al II-lea
Toran Darell al II-lea (A doua Fundație) este fiul lui Toran și Bayta Darell și tatăl lui Arkady Darell, și este cunoscut pentru avansul său în analiza encefalografică. El și-a părăsit serviciul și a primit un stipendiu de la Fundație ca urmare a serviciilor aduse de mama sa în lupta împotriva Catârului. Stipendiul îi era suficient pentru a trăi într-o casă confortabilă dintr-o suburbie și i-a permis să țină o servitoare pe nume Poli care să se îngrijească de el și de fiica lui. Demisia sa bruscă s-a datorat temerii că A Doua Fundație i-ar putea descoperi activitățile și l-ar putea manipula.
Împreună cu Pelleas Anthor, Jole Turbor, Dr. Elvett Semic și Homir Munn, el a încercat să localizeze A Doua Fundație, în speranța că va putea fi distrusă. El a descoperit că manipulările mentale ale celei de-A Doua Fundații lasă un model detectabil în activitățile undelor cerebrale, model pe care l-a numit „Platoul Manipulării”. Folosindu-l, el a putut determina cine a fost direct afectat de către A Doua Fundație. Împreună cu Semic, el a dezvoltat un dispozitiv mental capabil să îi protejeze de aceste manipulări, transformându-l ulterior într-o armă îndreptată împotriva agenților celei de-A Doua Fundații. Cu ajutorul acesteia, el și Prima Fundație reușesc aparent să distrugă A Doua Fundație; în realitate, micul grup demascat de ei este doar o momeală, iar A Doua Fundație supraviețuiește pe Trantor.

## Lathan Devers
Lathan Devers (Fundația și Imperiul) este un Neguțător trimis de Fundație să-l spioneze pe Bel Riose și să-i afle intențiile militare. El și Ducem Barr fură un mesaj trimis de Brodrig lui Riose și încearcă să-l folosească astfel încât să pară că Riose îl trădează pe Împărat. Totuși, acest lucru se dovedește inutil, deoarece anumite forțe socio-politice lucrează pentru a-l împiedica pe Riose să învingă Fundația. În povestirea următoare aflăm că „Devers a murit ca un sclav într-o mină”, probabil ca prizonier politic în regimul despotic al Primarului Indbur Întâiul.

## Dom
Dom (Marginea Fundației) este unul din locuitorii Gaiei. El răspunde întrebărilor Golan Trevize și Janov Pelorat despre Gaia. Numele său complet începe cu „Endomandiovizamarondeyaso...” și conține 253 de silabe.

## Lord Dorwin
Lordul Dorwin (Fundația) este Cancelarul Imperiului Galactic și reprezentantul care sosește pe Terminus ca răspuns la solicitarea acestuia pentru sprijin militar.
Deși se pretinde interesat de știință, Lord Dorwin nu dorește să întreprindă cercetări pe teren (lucru sugerat când Salvor Hardin îl întreabă dacă plănuiește să viziteze vreuna din planetele originare), ci mai degrabă își bazează teoriile pe munca savanților și învățaților care au murit cu multă vreme în urmă. Asimov îl portretizează ca pe un semn al stagnării științei în afara Fundației. Nobilul lord se prezintă pe Terminus ca un aristocrat decadent, mândru de accentul său studiat (la care renunță în momentele de emoție). Spre exemplu, el pronunță numele planetei Sirius ca Siwius.  
Lordul Dorwin este interesat de originea speciilor umane, încercând să determine dacă acestea s-au dezvoltat mai întâi pe o singură planetă și, dacă da, pe care. El menționează ca posibil leagăn al umanității sistemele planetare Sol, Sirius, Alpha Centauri, 61 Cygni și Arcturus. Numele Dorwin este o referire la Darwin, reflectând interesul comun față de originile umanității.
În plus față de statutul (posibil fals) de aristocrat, Lordul Dorwin demonstrează calități autentice de diplomat intragalactic prin funcția sa de reprezentant de frunte al Imperiului în anii de declin ai acestuia. El este responsabil cu negocierea tratatelor care garantează autonomia Anacreonului și a altor trei entități, cunoscute sub termenul generic de Cele Patru Regate. Dorwin se opune tezei că aceste teritorii ar fi independente de facto față de Imperiu, iar comentariile sale sunt considerate de membrii optimiști ai Consiliului Enciclopediei drept dovadă că Imperiul va proteja Terminus de amenințarea  regatului vecin Anacreon. Totuși, analizele lui Hardin demonstrează că toate declarațiile Lordului Dorwin sunt caduce, pentru că a vorbit timp de cinci zile fără să spună de fapt nimic.

## Tamwile Elar
Tamwile Elar (Fundația Renăscută) este un matematician important care lucrează la Proiectul Seldon. Fiind creatorul „ecuațiilor ahaotice” care ușurează abordarea problemei haosului și ajută la dezvoltarea psihoistoriei, este considerat de Seldon un bărbat genial, deși îi displac râsul puternic al lui Elar și obiceiul de a-l numi pe Seldon Maestro. Elar proiectează dispozitivul numit „Electro-Clarificator” ce permite ca în „Primul Radiant” să fie stocată mai multă informație decât cea oferită de ecuațiile psihoistorice. Totuși, în timp ce colaborează cu junta militară ce conduce Trantorul, el o ucide pe Dors Venabili cu ajutorul Electro-Clarificatorului, folosind efectul secundar al acestuia de a crea un câmp electromagnetic ce afectează circuitele pozitronice ale roboților fără a răni oamenii. Se pare că Elar vrea să devină șeful Proiectului Psihoistoriei, iar junta dorește dispariția lui Seldon, pentru ca acesta să nu afirme că regimul politic este în colaps, dar Elar simte că Dors va fi o piedică în calea sa. Totuși, Elar nu-l antipatizează pe Seldon și preferă probabil să-l vadă pe acesta retrăgându-se după moartea lui Dors, decât să-l știe ucis de juntă. Cu toate astea, Dors reușește să-l omoare pe Elar și să-i spună lui Seldon ce s-a întâmplat, înainte ca ea însăși să-și înceteze funcționarea.

## Jord Fara
Jord Fara (Fundația) este un membru al Consiliul de Administrație al Comisiei Enciclopediei în primii ei ani.

## Sennett Forell
Sennett Forell (Fundația și Imperiul) este liderul Marilor Neguțători pe vremea conflictului cu Bel Riose. Statutul său este ușor neclar, dar e posibil ca el să fi fost the liderul de-facto al Fundației, deși este mai puțin eficient decât Salvor Hardin sau Hober Mallow. El este fiul ilegitim al lui Mallow, dar este recunoscut public doar ca un văr îndepărtat.

## Yate Fulham
Yate Fulham (Fundația) este un membru al Consiliul de Administrație al Comisiei Enciclopediei.

## Stor Gendibal
Stor Gendibal (Marginea Fundației) este un Vorbitor al celei de-a Doua Fundații; cu toate că este cel mai tânăr, Gendibal este recunoscut între patru ochi de Primul Vorbitor ca probabilul său succesor. El este singurul Vorbitor care realizează că ambele Fundații se află sub controlul unei forțe externe mult mai puternice, care este în final dezvăluită ca fiind  Gaia.

## Mandell Gruber
Gruber este un grădinar conștiincios pe domeniile Palatului Imperial de pe Trantor. El conversează ocazional cu pe atunci Prim Ministrul Hari Seldon. Voioșia lui Gruber, devotamentul său față de domenii și de Împărat, precum și simplitatea vieții sale, îl conving pe Seldon că ar trebui să-l promoveze Grădinar Șef. Gruber intră în panică, temându-se că va rămâne închis într-un birou, departe de grădinile sale preferate, și fuge de la ceremonia sa de promovare, care este întreruptă de o încercare nereușită de asasinare a lui Seldon de către inamicii politici. Gruber îl atacă pe Împăratul Cleon I la baza scării unuia din palatele imperiale, ucigându-l pe acesta cu un pistol atomic. Drept urmare, este executat.

## Primarul Indbur al III-lea
Primarul Indbur al III-lea (Fundația și Imperiul) a fost unul din conducătorii Fundației. Bunicul său, Indbur Întâiul, pusese mâna pe putere și era descris ca brutal, dar capabil. El a eliminat ultimele urme de alegeri libere; tatăl lui Indbur al III-lea, Indbur al II-lea, este descris ca fiind jumătate din Indbur Întâiul: era doar brutal. Primarul Indbur al III-lea nu este potrivit pentru funcția pe care o ocupă, este obsedat de ordine și detaliu, lipsindu-i abilitatea de a vedea imaginea de ansamblu.
El îl trimite pe căpitanul Han Pritcher să investigheze taxele de pe Haven, un ordin pe care căpitanul îl ignoră. De asemenea, se întâlnește cu Ebling Mis, care-l avertizează de faptul că e pe care să se producă o Criză Seldon.

## Laskin Joranum
Laskin „Jo Jo” Joranum este un politician în ascensiune și demagog de pe Trantor. Platforma lui politică predică egalitatea sectoarelor, dar țelul său final este tronul imperial. El încearcă, dar eșuează, să-l convingă pe Hari Seldon să se alăture organizației lui, iar ulterior încearcă să destabilizeze guvernul imperial. Hari deduce că Joranum este de fapt un renegat din sectorul Mycogen, și nu un personaj de pe îndepărtata planetă Nishaya, așa cum susține. Seldon reușește să-l demaște pe Joranum, care cade în dizgrație și este exilat chiar pe Nishaya.

## Yohan Lee
Yohan Lee (Fundația) este unul din consilierii și prietenii lui Salvor Hardin.

## Jenarr Leggen
Jenarr Leggen este prezentat inițial ca meteorolog la Universitatea Streeling, dar contribuțiile sale la meteorologie pălesc în fața a ceea ce este cunoscut sub numele „Controversa Leggen”. Este indiscutabil că acțiunile sale l-au pus în pericol pe Hari Seldon, dar nu este deloc clar dacă aceste acțiuni au fost rezultatul unor circumstanțe lipsite de intenții rele sau au fost parte a unei conspirații deliberate. Suspiciunile stârnite i-au otrăvit lui Leggen cariera și viața privată în anii care au urmat.

## Regele Lepold I
Regele Lepold I (Fundația) este regele Imperiului Anacreonian. El este descris ca fiind tânăr, nu încă la vârsta încoronării, și mai degrabă interesat de vânătoare decât de conducerea planetei. Unchiul său, Prințul Wienis este Regentul curent. Povestirea are loc atunci când Lepold ajunge la vârsta la care trebuie încoronat. Wienis îl convinge să atace Fundația, cu scopul de a deveni conducătorul galaxiei. Lepold, deși nu are o încredere oarbă în Wienis, acceptă. Când planul lui Wienis este dejucat de Fundație, Leopold este obligat să accepte conducerea de facto a clerului Fundației.

## Publis Manlio
Publis Manlio (Fundația) este Secretar cu Afacerile Externe în cabinetul
Primarului de pe Terminus, precum și Primat al Bisericii, Furnizor al Hranei Sfinte și Maestru al Templelor.

## Cinda Monay
Cinda Monay (Fundația Renăscută) este un fizician care lucrează la Proiectul Seldon. Ea construiește Electro-Clarificatorul pe baza proiectului lui Tamwile Elar și, de asemenea, un alt Electro-Clarificator mult mai puternic decât primul tip. Ea consideră că Elar este candidatul potrivit după Hari Seldon pentru a deveni liderul Proiectului Psihoistoriei, și îi spune acest lucru lui Dors Venabili, soția lui Hari, când este întrebată dacă ar vota pentru Elar ca succesor în locul lui Yugo Amaryl, deși acesta era foarte devotat muncii sale și lucrase la psihoistorie cea mai lungă perioadă de timp după Hari Seldon.

## Homir Munn
Homir Munn (A doua Fundație) este un bibliotecar și deține una din cele mai mari colecții de materiale despre Catâr. 
Munn este membru al grupului de conspiratori care plănuiește să localizeze A Doua Fundație. Împreună cu Toran Darell al II-lea, Pelleas Anthor, Jole Turbor și Dr. Elvett Semic, Munn este hotărât să scoată la lumină adevărul. 
El acceptă să plece în misiune pe Kalgan pentru a căuta în palatul Catârului informații despre A Doua Fundație. Arkady Darell, pe atunci în vârstă de 14 ani, decide să se strecoare la bordul navei pentru a lua parte la aventură. Munn o descoperă aproape de jumătatea călătoriei. Totuși, ea îl convinge repede că e o idee bună să îl însoțească, iar acesta pledează pe lângă tatăl ei că prezența la bord a fetei va face călătoria lor să pară mai naturală.
Pe Kalgan, Munn, cu sprijinul lui Arkady, îl convinge pe Lordul Stettin să-i permită accesul la palatul Catârului în scopuri de cercetare. Fără voie, el iscă un război între Kalgan și Terminus, deși motivul real se datorează mașinațiunilor lui Arkady, întărite de Lady Callia. 
Homir Munn descoperă magnitudinea cercetărilor Catârului pentru a găsi a doua Fundație și, după terminarea războiului, se întoarce pe Terminus, convins că a doua Fundație nu a existat niciodată. O analiză mentală dovedește că a fost manipulat de Lady Callia pentru a crede acest lucru.

## Sura Novi
Sura Novi (Marginea Fundației) este un agent al Gaiei care trăiește pe planeta Trantor (Hame) sub forma unei femei Hamish necăsătorite. Numele său întreg este Suranoviremblastiran. Stor Gendibal, Vorbitor al celei de-A Doua Fundații, detectează în creierul ei perturbări inexplicabile ce îl fac să devină conștient de existența unui puternic agent mentalist care interferă cu A Doua Fundație. Sura Novi îl însoțește în sistemul Gaia, iar apoi dezvăluie că este parte a unui plan mai larg pentru a-l aduce pe Gendibal acolo. După confruntarea finală din Marginea Fundației, ea șterge amintirile lui Gendibal despre activitățile ei ca agent al Gaiei și se reîntoarce pe Trantor alături de acesta, deghizată din nou, de data aceasta permanent, în femeie Hamish.

## Stettin Palver
Stettin Palver a studiat istoria la Universitatea din Langano, but worked at a menial job on Trantor. He was an accomplished student de arte marțiale Heliconiene cunoscute drept „Twisting” și, de aceea, a fost inițial angajat de Hari Seldon ca gardă de corp. Ulterior, Seldon a descoperit puterile mentale ale lui Palver și Wanda Seldon, iar aceștia au devenit membri ai celei de-A Doua Fundații. După această descoperire, Palver a lucrat la Planul Seldon împreună cu Gaal Dornick, subordonându-se direct lui Seldon. Pe măsură ce Stettin lucra cu Wanda pentru a găsi alți oameni cu puteri mentale, descoperindu-le și îmbunătățindu-le pe ale lor, și continuând să se ocupe și de Planul Seldon, Hari Seldon oa observat că cei doi „păreau să fie inseparabili” și se priveau „cu o intensitate născută nu doar din stimularea intelectuală, ci și din motive emoționale."
Unul din urmașii săi a fost Preem Palver, un Prim Vorbitor al celei de-A Doua Fundații.

## Jord Parma
Jord Parma (Fundația) pare să fie preot al Fundației, dar în realitate este un membru al poliției secrete Korelliene trimis să-i întindă o capcană lui Hober Mallow.

## Dr. Lewis Pirenne
Lewis Pirenne (Fundația) este Președintele Consiliului de Administrație al Fundației Enciclopediei Galactice de pe Terminus, la circa 50 de ani după înființare. Salvor Hardin preia până la urmă funcția, când devine clar că Fundația trebuie condusă de un politician, nu de un savant. Probabil că numele său se inspiră de la faimosul istoric Henri Pirenne.

## Mama Rittah
Mama Rittah (Preludiul Fundației) este o bătrână din Sectorul Dahl de pe Trantor pe care Hari Seldon o întâlnește pentru scurtă vreme. Ea îi povestește istorii străvechi despre Pământ și despre un robot nemuritor, cunoscut ca „Da-nee, prietenul lui Ba-lee”.

## Anselm haut Rodric
Anselm haut Rodric (Fundația) este Sub-prefect de Pleuma și Trimis Extraordinar al Regentului de Anacreon. El vizitează Fundația pentru a-i oferi sprijinul, în schimbul unor servicii. Veteran al mai multor conflicte cu regatul Smyrno, el este imaginea începutului barbariei la periferia galaxiei în timpul decăderii primului Imperiu Galactic. Haut Rodric avea sarcina de a-i informa pe conducătorii Fundației despre adevăratele intenții ale Regatului Anacreaon și de a afla scopurile și natura controlului Fundației asupra planetei Terminus.

## Dr. Elvett Semic
Dr. Elvett Semic (A doua Fundație) este un fizician care lucrează cu Toran Darell al II-lea pentru a construi un echipament de ecranare mentală.

## Sef Sermak
Sef Sermak (Fundația) este un tânăr politician „acționist” care încearcă să-l convingă pe Salvor Hardin să-și schimbe politicile; se sugerează că ulterior a devenit Primar. Numele lui poate fi o aluzie la Anton Cermak, fost primar al orașului Chicago și, pentru scurtă vreme, unul din cei mai puternici politicieni locali din America.

## Quindor Shandess
Quindor Shandess (Marginea Fundației) este al 25-lea Prim Vorbitor al celei de-a Doua Fundații.

## Jorane Sutt
Jorane Sutt (Fundația) este Secretarul Primarului Fundației în vremea lui Hober Mallow.

## Tomaz Sutt
Tomaz Sutt (Fundația) este un membru al Consiliul de Administrație al Comisiei Enciclopediei.

## Golan Trevize
Trevize este un cetățean al primei Fundații. Fost ofițer în forțele armate, el este ales ulterior în Consiliul Fundației. Trevize e caracterizat de aroganță și multă încredere de sine, aproape de limita grosolăniei, dar și de inteligență și simțul rațiunii. Gaia îi încredințează misiunea de a decide dacă istoria și evoluția viitoare a Galaxiei și speciei umane vor fi modelate de prima Fundație, de a doua Fundație sau de Gaia, și care dintre cele trei cursuri de acțiune este cea mai bună alegere pentru umanitate. 
La apogeul Marginii Fundației el alege Gaia, folosindu-se de intuiția sa deosebită. În nuvela următoare, Fundația și Pământul, Trevize se întreabă în sinea sa dacă a făcut cea mai bună alegere. El caută Pământul și îl întâlnește pe R. Daneel Olivaw pe luna acestuia. Olivaw discută cu Trevize despre Legea Zero a Roboticii, iar acesta realizează brusc cel mai elementar postulat al Psihoistoriei: toate predicțiile au fost făcute asupra speciei oamenilor, pornind de la presupunerea că aceștia sunt singuri în Univers.

## Jole Turbor
Jole Turbor (A doua Fundație) este un jurnalist și unul din conspiratori, alături de Toran Darell al II-lea, Semic and Munn.

## Jaim Twer
Jaim Twer (Fundația) este unul dintre primii străini care primesc educația Fundației. Călătorește alături de Hober Mallow și susține accesul Neguțătorilor în Consiliul Fundației. Totuși, în timpul procesului în care Hober Mallow este acuzat că l-a părăsit pe Jord Parma în mâinile Korellienilor, se dezvăluie că Twer este în realitate preot și că avea misiunea să-l spioneze pe Hober Mallow, poate chiar să-i însceneze acuzațiile. Mallow realizează acest lucru când Twer își demonstrează ignoranța referitoare la Crizele Seldon.

## Poly Verisof
Poly Verisof (Fundația) este Mare Preot pe Anacreon și ambasador al Fundației. El conduce mulțimea lui Hardin către Palatul Regal de pe Anacreon.

## Prințul Regent Wienis
Prințul Regent Wienis (Fundația) este adevărata putere din spatele regenței lui Lepold I. El încearcă cucerirea militară a Fundației, dar este împiedicat cu ajutorul religiei științei, care îi asigură Fundației controlul tehnologiei de pe Anacreon, inclusiv controlul tehnologiei militare. Plin de frustrare după manevrele lui Salvor Hardin, el cade în depresie și se sinucide.